# Première bataille de Fort McAllister
Guerre de Sécession
Batailles
Théâtre oriental
- Virginie-occidentale
- Manassas
  - 1re Bull Run
- 1re Virginie Septentrionale
- Burnside Expedition
- Péninsule
- Sept Jours
  - Gaines's Mill
  - Malvern Hill
- 1re Shenandoah valley
- 2de Virginie Septentrionale
  - 2de Bull Run
- Maryland
  - Antietam
- Fredericksburg
- Tidewater
- Chancellorsville
  - Chancellorsville
- Pennsylvanie
  - Gettysburg
- Bristoe
- Mine Run
- Campagne terrestre
  - Wilderness
  - Spotsylvania
  - Cold Harbor
- Bermuda Hundred
- 2de Shenandoah valley
  - Opequon
  - Cedar Creek
- Petersburg
- 1re Wilmington
- 2de Wilmington
- Appomattox
  - 3e Petersburg
  - Sayler's Creek
  - Appomattox C.H.

Théâtre occidental
- East Kentucky
- Shiloh
  - Fort Henry
  - Fort Donelson
  - Shiloh
- Kentucky
- Raid de Newburgh
  - Perryville
- Stones River
  - Murfreesboro
- Vicksburg
  - Champion Hill
  - Vicksburg
- Raid de Morgan
- Raid de Hines
- Tullahoma
- Chickamauga
- Chattanooga
- Knoxville
- Raid Forrest
- Atlanta
- Franklin-Nashville
- Savannah
- Carolines
  - Bentonville
- Raid de Wilson

Théâtre Trans-Mississippi
- Arizona confédéré
  - 1re Messilla
- Missouri
  - Wilson's Creek
- Territoire indien
- Trail of Blood on Ice
- Nouveau-Mexique
- Boston Mountains
- Pea Ridge
- 1re Texas
- Little Rock
- 2de Texas
- Camden
- Red River
- Raid de Price
- Palmito Ranch

Théâtre du bas littoral et approche du golfe
- Fort Sumter
- Blocus de l'Union
- 1re Bayou Teche
- Mississippi valley
  - Port Hudson
- Charleston
- 2de Bayou Teche
- Mobile Bay
- Mobile

La première bataille de Fort McAllister est une série d'attaques navales qui se déroulent du 27 janvier au 3 mars 1863, dans le comté de Bryan, Géorgie, pendant la guerre de Sécession. Le commandant de l'escadre du blocus de l'Atlantique Sud, le contre amiral Samuel F. Du Pont décide de tester des opérations des nouveaux monitors contre le fort McAllister (en) avant de mener une opération navale majeure contre Charleston, Caroline du Sud.

## Contexte
Fort McAllister est un petit fort en terre situé le long de Genesis Point et armé de plusieurs canons lourds pour défendre l'approche de Savannah en Géorgie par la rivière de Great Ogeechee. Il a été agrandi à plusieurs reprises par l'ajout de plus de canons, de traverses et de blindage. Des obstructions et, finalement, des torpilles (mines), complètent les défenses le long de la rivière.
En juillet 1862, le coureur de blocus Nashville (en) navigue en amont de la rivière pour échapper à ceux qui maintiennent le blocus, et restera pris au piège. En apprenant que le Nashville est mouillé près du fort, l'amiral Du Pont donne l'ordre au capitaine de frégate Charles Steedman de faire une « reconnaissance en force » et de détruire le fort si possible. À cette époque, la garnison est commandée par le capitaine Alfred L. Hartridge de la compagnie A, du 1st Georgia Volunteer Infantry, les « fusiliers de DeKalb ». La batterie principale se compose de cinq canons à âme lisse de 32 livres et un de 42 livres. Le 29 juillet 1862, Steedman dirige  les canonnières en bois USS Paul Jones (en), Unadilla (en), Huron (en) et Madgie (en) lors d'un échange de feu de 90 minutes contre l'ouvrage. Steedman trouve que l'approche du fort occasionnerait des pertes inacceptables et se retire.
Un Columbiad de 8 pouces est ajouté au fort en août, et la garnison est remplacée par les Emmett Rifles et les Republicain Blues (en). Sous les ordres du capitaine de frégate John L. Davis (en), les canonnières fédérales USS Wissahickon (en) et Dawn (en) et une goélette « mortier » engagent le fort pendant plusieurs heures, le 19 novembre. Le fort ne répond pas au premier bombardement à longue portée et attend jusqu'à ce que les navires de guerre remontent le fleuve à portée efficace de canon. Alors que les navires de tête arrivent à 2 700 mètres (3 000 yards), la garnison ouvre le feu et fait mouche immédiatement, perforant le Wissahickon au-dessous de la ligne de flottaison. Les fédéraux se retirent,. Les dommages sur le fort sont minimes et facilement réparés et seulement trois hommes sont légèrement blessés dans l'enceinte des fortifications.

## Premières attaques
L'amiral Du Pont envoie un ironclad pour tenter de capturer le fort, de couler le Nashville et brûler le point ferroviaire de l'Atlantic and Gulf, plus en amont de la rivière. C'est le premier test pour un cuirassé de la nouvelle classe Passaic (en) armé avec les énormes canons Dahlgren de 15 pouces, qui à ce moment est le canon le plus lourd jamais monté sur un navire de guerre. La tourelle simple de la nouvelle classe contient un Dahlgren de 11 pouces, en plus des 15 pouces. Le 27 janvier 1863, le monitor USS Montauk (en), trois canonnières, et une goélette mortier engagent de nouveau le fort. Le capitaine de frégate John L. Worden (en) du Montauk bombarde le fort pendant cinq heures à une portée de 1 400 à 1 600 mètres, pénétrant et déchirant les parapets, mais sans causer de dommages durables ou des pertes. De même, les treize coups au but tirés par l’artillerie du fort a peu d'effet hormis de cabosser le blindage du monitor et de couler une petite barge. Les défenseurs réparent simplement les ouvrages de terre endommagés au cours de la nuit.
Le 1er février, Worden essaie à nouveau de réduire au silence le fort. La nuit précédente, les éclaireurs fédéraux ont enlevé plusieurs mines du canal afin de permettre aux navires de s'approcher de très près. Le Montauk passe cinq heures à bombarder, à seulement 600 mètres de distance. Le commandant de la garnison, le commandant John B. Gallie est tué et sept autres sont blessés. Le commandant George Wayne Anderson (en) est placé au commandement du fort à la suite de la mort du commandant Gallie. Le monitor est frappé à 48 reprises et la tourelle est coincée pour un temps. À la suite de cet engagement, les défenses de la rivière sont renforcées avec la mise en place de neuf « torpilles de Rains » dans le canal près de l'endroit où le Montauk a engagé le fort.

## La Destruction duNashville/Rattlesnake
Incapable de passer le blocus fédéral, le Nashville a été vendu et transformé en un forceur de blocus armé, commandé par le capitaine Thomas H. Baker. Il est renommé Rattlesnake et, le 27 février 1862, Baker tente de prendre la mer par temps de pluie, mais il en est dissuadé par un blockader. De retour, le forceur de blocus s'échoue sur un coude en amont du fort mais toujours en vue des blockaders. Le lendemain matin, Worden ancre le Montauk à environ 1 100 mètres (1 200 yards) du fort, et environ à égale distance du Rattlesnake échoué dans le coude de la rivière. Le monitor commence à tirer sur le navire échoué et le fort tiré sur l'ironclad dans une tentative pour détourner le navire de l'Union. Après seulement quelques minutes, le Montauk envoie son cinquième coup dans la coque du forceur de blocus. Et les obus suivants déclenchent un feu et, finalement des explosions qui détruisent le navire. Le Montauk a tiré quatorze coups en tout.
Comme le Montauk se retire vers le bas de la rivière, il frappe une torpille (mine). L'action rapide du commandant et du pilote dirige le navire sur un banc de boue alors que la marée descend, colmatant la fuite jusqu'à ce que les réparations puissent être effectuées. Après avoir effectué le colmatage temporaire, la marée montante remet à flot le bateau. Finalement, le Montauk est envoyé à Port Royal pour des réparations permanentes.

## La dernière bataille navale
Après les premiers engagements contre le fort, l'amiral Du Pont reconnaît qu'un seul monitor à tourelle manque de cadence de feu pour forcer la capitulation de la batterie terrestre. Il donne donc l'ordre à trois cuirassés - les USS Patapsco, Passaic, et Nahant - tester leurs canons et engins mécaniques et le tir d'artillerie en attaquant le fort. Le Montauk est tenu en réserve puisque son canon de 15 pouces a déjà tiré un grand n[ombre d'obus et de sa pérennité est inconnue à l'époque. Le capitaine Percival Drayton du Passaic commandera cette expédition.
Anticipant une attaque, le fort malléable est de nouveau agrandi avec l'ajout d'un Columbiad de 10 pouces. Le fort est alors constitué d'un « canon de 32 livres » (un vieux canon à âme lisse de 32 livres qui a été modifié en canon rayé de sorte qu'il peut tire des obus de 64 livres rayés ou un peu plus légers), un Columbiad de 10 pouces, un Columbiad de 8 pouces, un canon à âme lisse de 42 livres, trois canons à âme lisse de 32 livres (l'un étant un canon « hot shot »), et un mortier de 10 pouces le tout placé dans réseau connecté. En outre, plusieurs des tireurs d'élite sont placés dans le marais sur le côté opposé de la rivière, près de l'endroit où les monitors sont susceptibles de stationner lors d'une attaque.
Le 3 mars 1863, les trois nouveaux cuirassés mènent un bombardement de huit heures. Ils sont supportés par cinq canonnières et trois goélettes mortier tenus hors de portée des canons du fort. Plusieurs bateaux à vapeur contenant le 47th New York Infantry (en) attend à proximité pour occuper le fort lorsqu'il sera réduit au silence.
Les monitors de tête s'ancrent à environ 1 100 mètres (1 200 yards) du fort et commencent le bombardement, pendant que le fort essaie de cibler les sabords lors de la rotation des tourelles de tir. Le bombardement détruit le Columbiad de 8 pouces, ouvre un gros trou sur la façade du fort, et pour une fois désactive tous les canons sauf le Columbiad de 10 pouces, avant que plusieurs autres canons puissent être remis en service.
Les tireurs d'élite confédérés embusqués dans les marais tirent sur le capitaine Drayton et capitaine de frégate Miller quand ils sortent sur le pont du Passaic. Aucun des deux n'est gravement blessé, et ils se retirent dans le navire. De la mitraille est tirée dans le marais pour décourager toute autre tir de précision.
Alors que la plupart des dommages subis par les cuirassés sont le résultat de la mise à feu de leur propre canon, la batterie de mortier de 10 pouces confédérée inflige quelques potentiellement des dommages fatals au Passaic. Le commandant de la batterie de mortiers, le capitaine Robert Martin, réalise que les obus de mortier  explosifs n'auront que peu d'effet, donc, il remplit les obus avec du sable au lieu de la poudre à canon pour augmenter leur poids et leur densité. Cela permettrait de conserver une plus grande vitesse et l'élan quand ils frappent le blindage peu épais du pont. L'un d'entre eux frappe et pénètre partiellement l'ironclad, la pénétration sur la trajectoire étant seulement arrêtée parce qu'il frappe sur une poutre.
Comme la marée descend et que la tombée de la nuit arrive, les navires de guerre se retirent. Le capitaine Drayton tente d'empêcher la réparation des travaux de terrassement pendant la nuit en maintenant des tirs du mortier de 13 pouces sur le fort tout au long de la nuit. Cela empêche la main-d'œuvre servile de procéder à la réparation, mais n'empêche pas les soldats confédérés de travailler. Les dommages sont réparés le lendemain après-midi, et la perte de la mascotte du fort, le chat Tom, est rapportée au général Beauregard.
L'attaque sur le fort a échoué et aucun autre assaut naval contre lui n'est ordonné. Des informations précieuses sur plusieurs déficiences des monitors ont été révélées par l'action et des efforts seront déployés afin d'y remédier dans la mesure du possible.

## Conséquences
Le premier test du canon Dahlgren de 15 pouces et des monitors à une seule tourelle contre les parapets en sable du Fort McAllister a révélé plusieurs choses :
- Le rythme très lent de tir du très grand canon dans les tourelles à deux canons produit que peu de puissance offensive et donne aux défenseurs le temps de tirer sur les sabords ouverts, puis de se mettre à couvert. Les défenseurs peuvent tirer plusieurs fois rapidement. Même plusieurs monitors tirant en même temps ne créent pas un volume suffisant de feu pour supprimer la batterie.
- Les monitors sont sujets à un blocage de leurs anneaux de tourelle ou à d'autres défaillances mécaniques des armes qui peuvent mettre leur batterie hors de service.
- Les effets d'effritement (en) des boulons cassés  à la suite d'un impact sont un danger pour l'équipage, même si le blindage empêche la pénétration.
- La mince épaisseur des ponts du monitor sont vulnérables aux tirs en cloche des mortiers lourds.
- Les fortifications en terre peuvent être rapidement réparées pendant la nuit ou le lendemain, permettant à la garnison de revenir à sa pleine efficacité.
- Le tir à longue portée des mortiers contre un fort est tellement imprécis qu'il est inefficace.
- Les tirs de suppression contre les travaux de terrassement sont nécessaires pendant toute la nuit pour limiter la capacité de réparation des dommages.
- Les obstructions et des mines empêchent le passage des forts, même si les monitors peuvent être  « invulnérables » face aux canons du fort pendant le passage.
- Les forts en sable résistent bien aux bombardements, contrairement aux forts en boue.
- Les traverses construites correctement et protégées des bombardements empêchent les forts d'être facilement mis hors service par les flancs[27].

Du Pont tente de combler les lacunes du mieux qu'il le peut, tout en préparant l'attaque sur Charleston. Il ordonne le renforcement des ponts avec du blindage supplémentaire. Il tente de créer un « détonateur de torpille sous-marine » sur la proue de ses vaisseaux pour éliminer les mines. Il ajoute autant de cuirassés que possible lors des assauts pour augmenter le volume total de feu contre les défenses.
Les mises en garde et les préoccupations de l'amiral Du Pont au sujet de l'incapacité des monitors de réduire de forts en terre restent lettre morte pendant qu'il prépare l'assaut sur le port de Charleston. L'attaque est un échec et un ironclad (USS Keokuk (en)) est perdu lors de la tentative. Du Pont accepte la responsabilité de l'échec à Charleston en démissionnant.

Le Fort McAllister ne tombera pas par un bombardement naval, mais succombera à un assaut d'infanterie à la fin de la marche vers la mer de Sherman en décembre 1864.

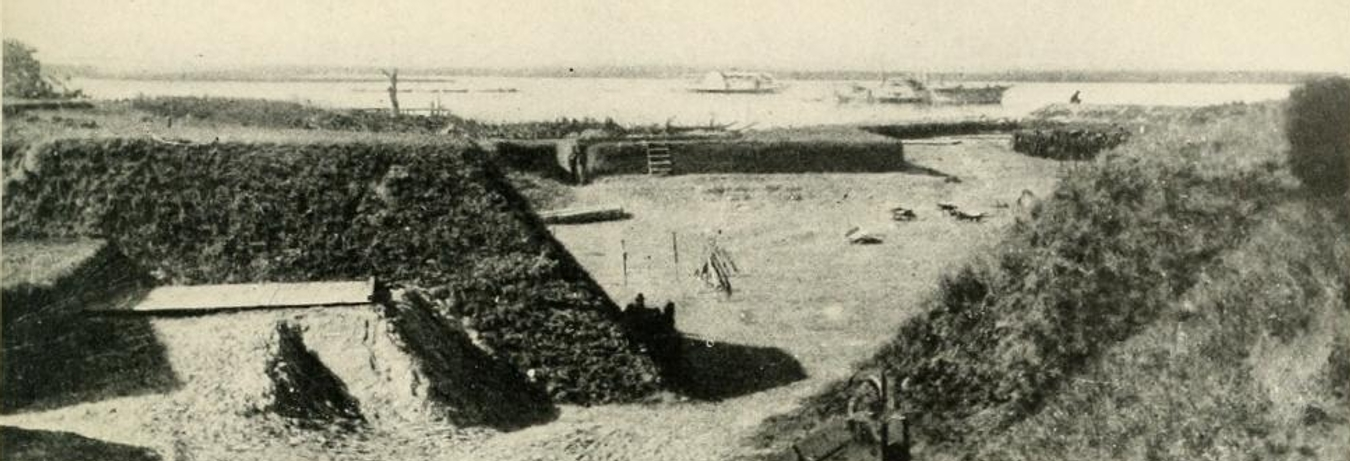
FortMcAllisterView
SiegeGunatFortMcAllistair1864
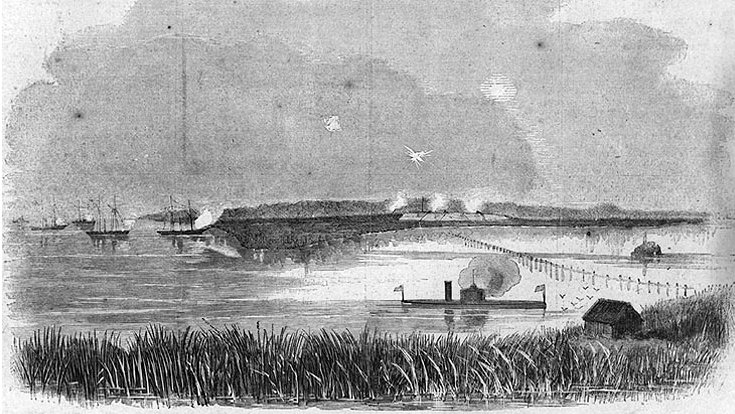
USS Montauk shells Fort McAllister
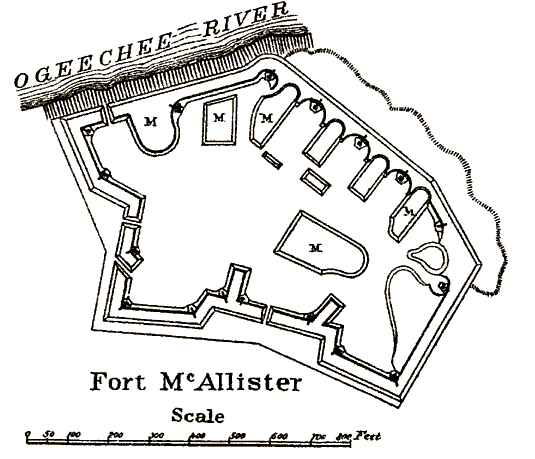
Fort McAllister Plan
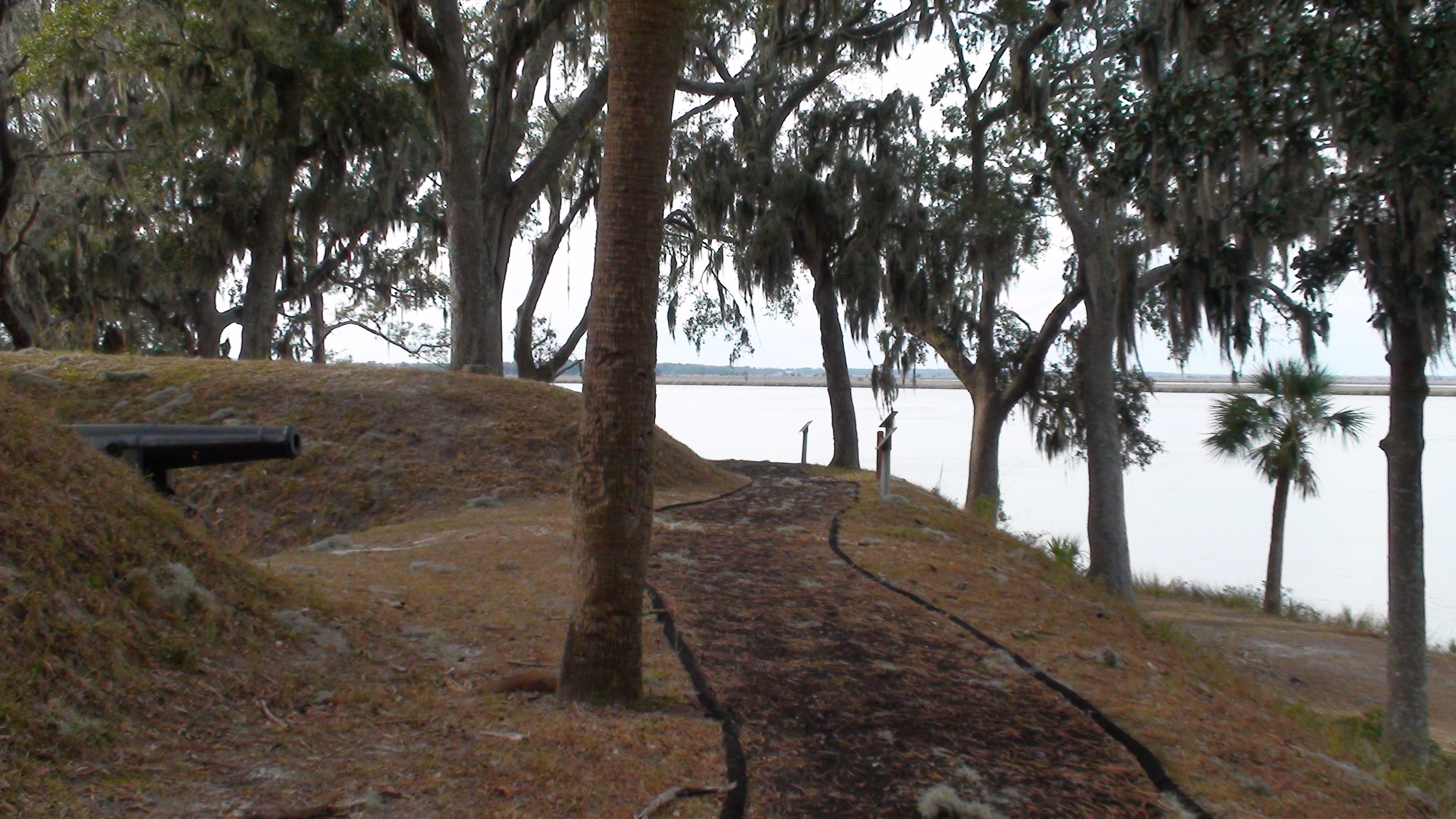
Fort McAllister 10
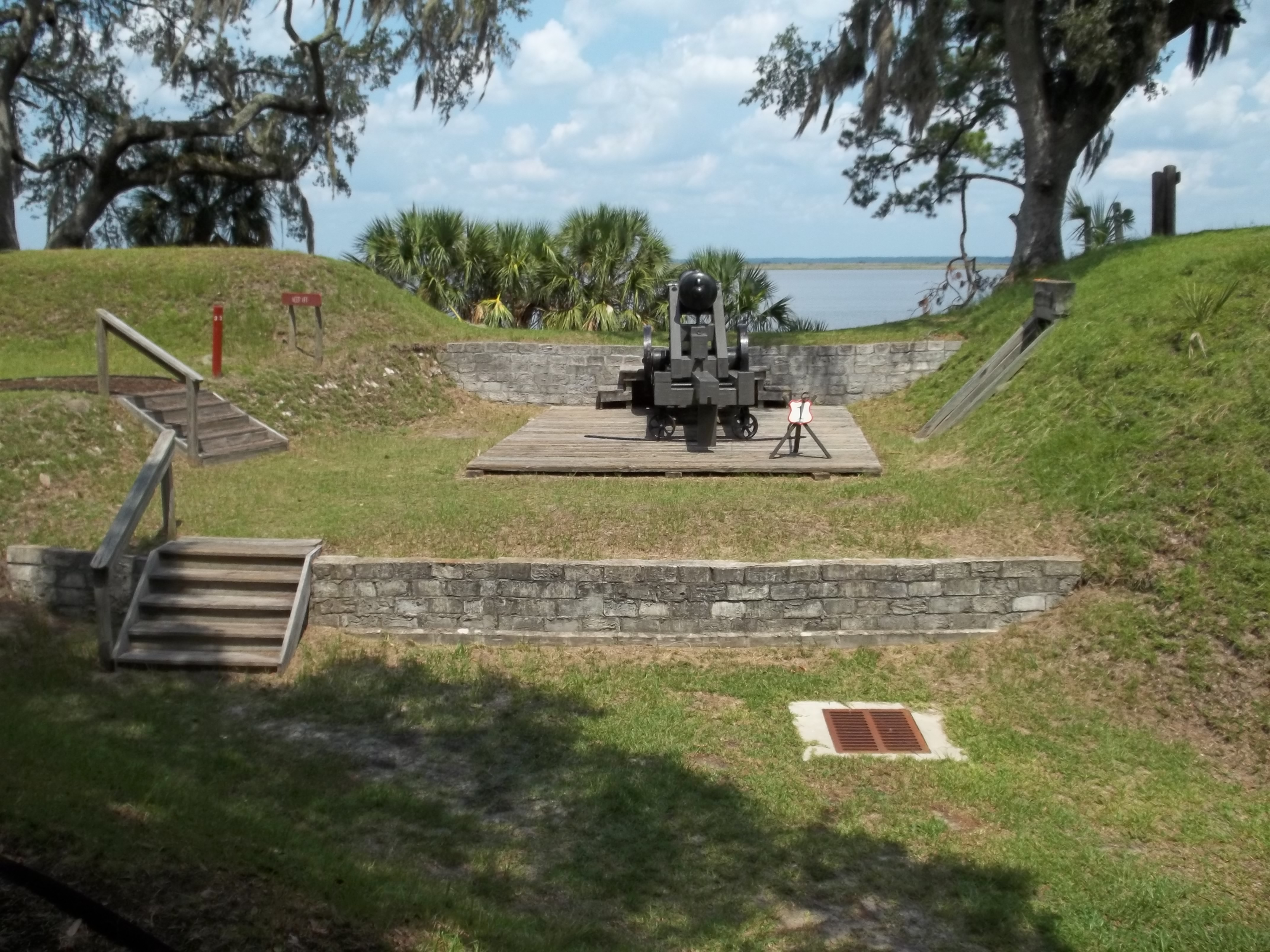
GA Richmond Hill Fort McAllister Columbiad02
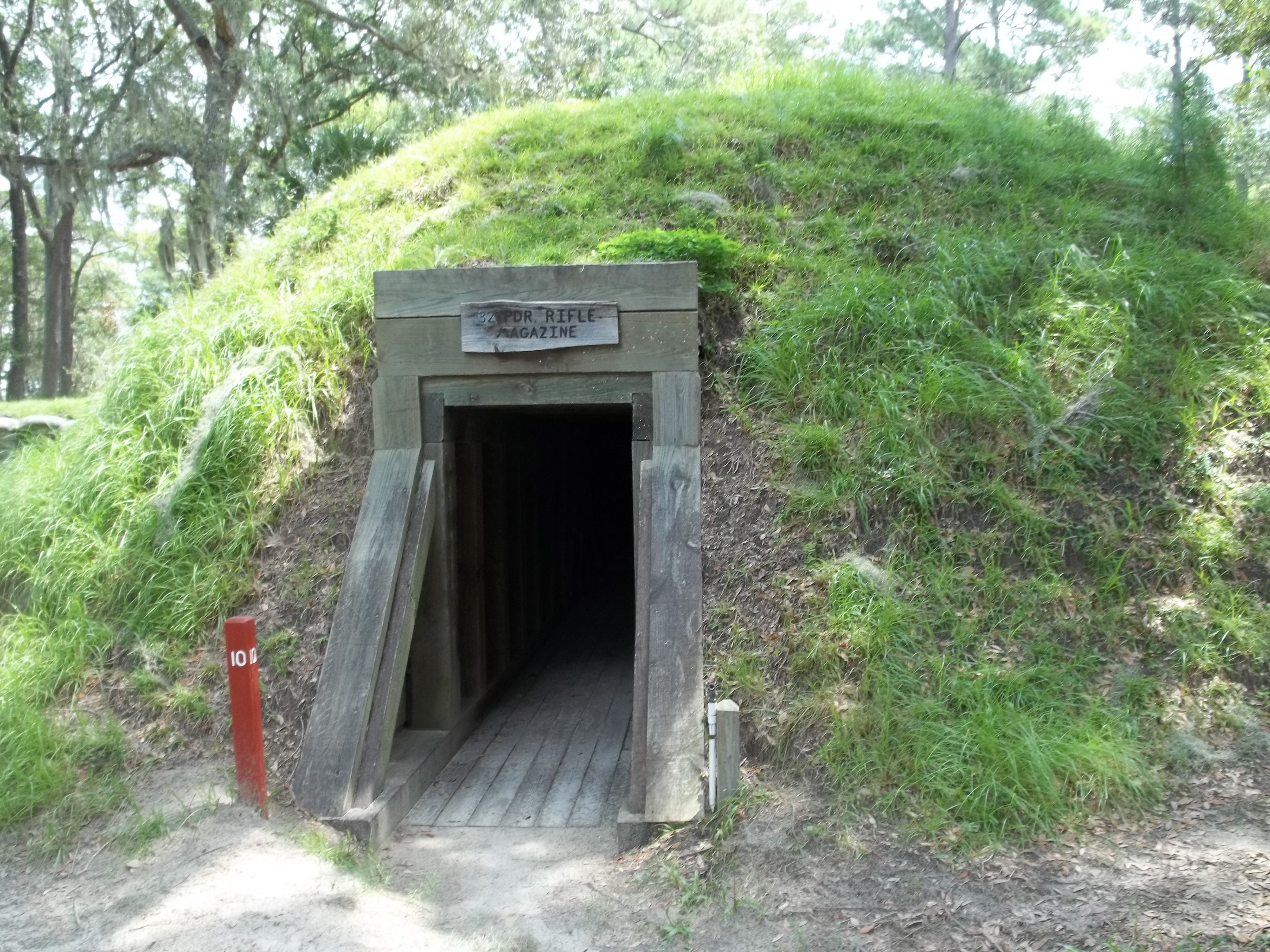
GA Richmond Hill Fort McAllister rifle mag01
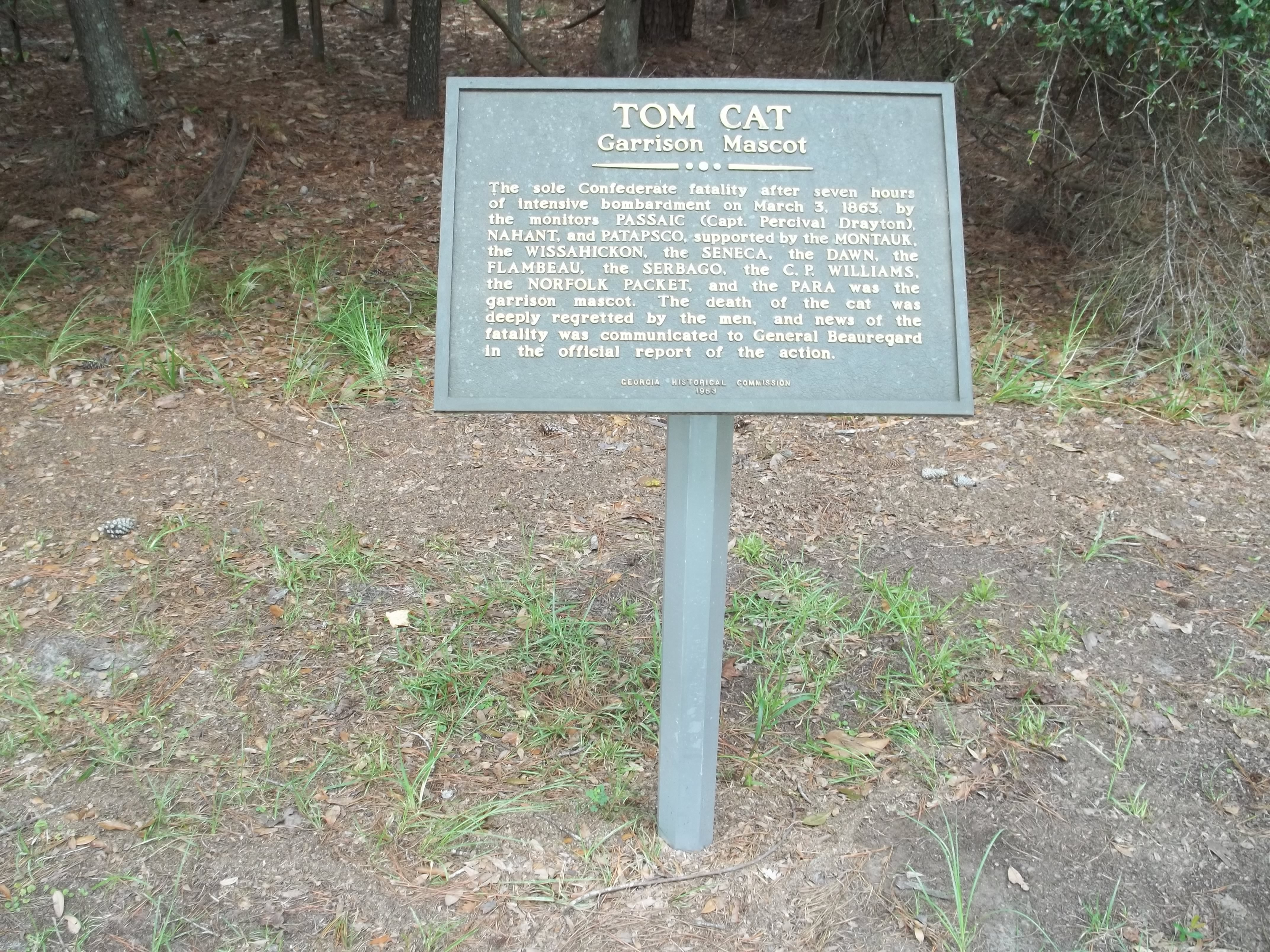
GA Richmond Hill Fort McAllister Tom Cat marker01
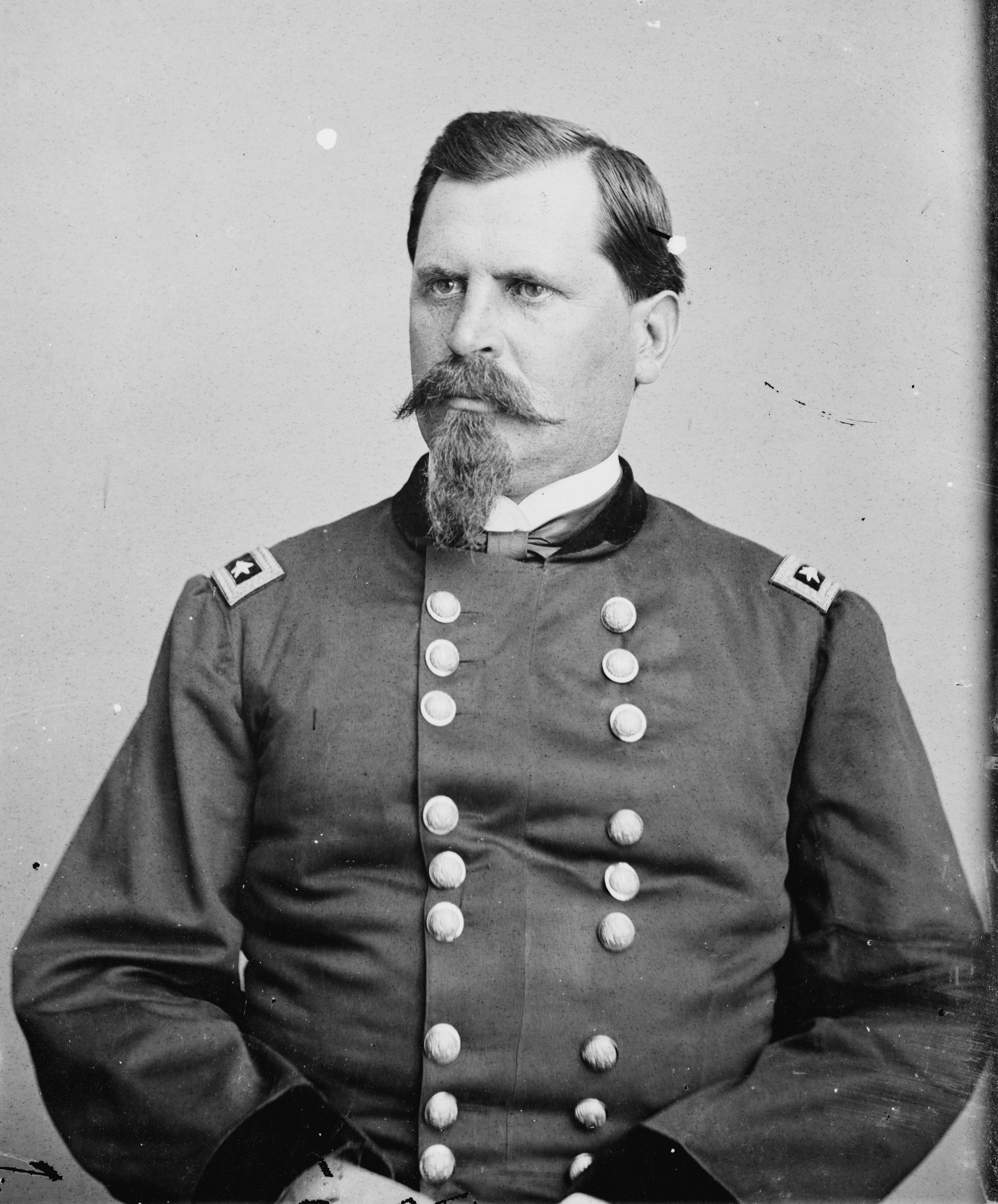
William Babcock Hazen - Brady-Handy
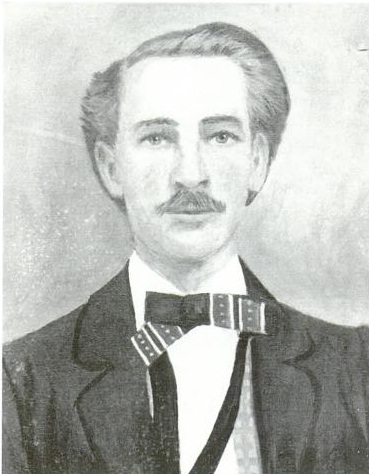
George W Anderson